# Cylindrophelipara pulchra
Cylindrophelipara pulchra är en skalbaggsart som beskrevs av Stefan von Breuning 1940. Cylindrophelipara pulchra ingår i släktet Cylindrophelipara och familjen långhorningar. Inga underarter finns listade i Catalogue of Life.